# Zsuzsanna Szőcs
Zsuzsanna „Zsuzsa” Szőcs (ur. 10 kwietnia 1962 w Budapeszcie) – węgierska florecistka i szpadzistka, dwukrotna medalistka olimpijska i wielokrotna medalistka mistrzostw świata.
Podczas igrzysk olimpijskich w Moskwie w 1980 roku wspólnie z Magdą Maros, Edit Kovács, Ildikó Schwarczenberger i Gertrúd Stefanek zajęła trzecie miejsce we florecie drużynowym. W turnieju indywidualnym nie startowała. Na rozgrywanych osiem lat później igrzyskach olimpijskich w Seulu reprezentacja Węgier we florecie w składzie: Zsuzsanna Jánosi-Németh, Gertrúd Stefanek, Zsuzsanna Szőcs, Katalin Tuschák i Edit Kovács zdobyła brązowy medal w turnieju drużynowym. Indywidualnie ponownie nie wystąpiła.
Na mistrzostwach świata w Melbourne w 1979 roku razem ze Schwarczenberger, Kovács, Stefanek i Maros zdobyła srebrny medal we florecie drużynowym. W tej samej konkurencji Węgierki z Szőcs w składzie zdobywały następnie złote medale na mistrzostwach świata w Lozannie (1987) i mistrzostwach świata w Denver (1989), srebrne podczas mistrzostw świata w Rzymie (1982) i mistrzostw świata w Barcelonie (1985) oraz brązowy na mistrzostwach świata w Clermont-Ferrand (1981).
Od 1990 roku startowała w szpadzie. Na mistrzostwach świata w Lyonie w 1990 roku wspólnie z Dianą Eöri, Gyöngyi Szalay, Mariną Várkonyi i Mariann Horváth zdobyła drużynowo srebrny medal. W konkurencji tej zdobyła również złote medale podczas mistrzostw świata w Budapeszcie (1991) i mistrzostw świata w Hawanie (1992).
Ponadto zdobyła złoty medal w szpadzie i srebrny w szpadzie drużynowej na mistrzostwach Europy w Wiedniu w 1991 roku.